# Hamm, Luxemburg
Hamm är en stadsdel i staden Luxemburg, 3 kilometer öster om stadens centrum. Hamm ligger 286 meter över havet och antalet invånare är 1 201.